# Chrysolina purpurascens
Chrysolina purpurascens is een keversoort uit de familie bladkevers (Chrysomelidae). De wetenschappelijke naam van de soort werd in 1822 gepubliceerd door Ernst Friedrich Germar.